# Panońskie góry wyspowe
Panońskie góry wyspowe – grupa niewielkich pasm gór niskich i średnich oraz wzgórz w południowej części Kotliny Panońskiej, na południe od Dunaju i Drawy, na terenie Chorwacji (Slawonii) i Serbii (Wojwodiny).
Panońskie góry wyspowe nie należą do żadnego z pobliskich łańcuchów górskich (Karpat, Alp ani Gór Dynarskich) ani nie tworzą odrębnego systemu górskiego. Stanowią pozostałości peryferii dawnego masywu panońskiego, który w trzeciorzędzie uległ spękaniu i potrzaskaniu. Mają więc charakter gór zrębowych, tzw. horstów. Gdy Kotlinę Panońską wypełniało Morze Panońskie, panońskie góry wyspowe stanowiły na nim wyspy, a obecnie wystają ponad poziom osadów morskich i jeziornych.
Do panońskich gór wyspowych zalicza się pasma Medvednica, Ivanščica, Kalnik, Bilogora, Moslavačka gora, Psunj, Papuk, Lisina, Ravna gora, Krndija, Požeška gora i Dilj w Chorwacji, Fruška gora na granicy Chorwacji i Serbii oraz Góry Wrszackie w Serbii i Rumunii.